# فابیان ارنشت
فابیان ارنست (به آلمانی: Fabian Ernst) بازیکن فوتبال و هافبک اهل آلمان است که از سال ۲۰۰۲ میلادی عضو تیم ملی فوتبال آلمان بوده‌است. وی در ۲۴ بازی ملی حضور داشته است و آخرین بازی ملی خود را در سال ۲۰۰۶ میلادی انجام داد. فابیان ارنست در بازی‌های ملی‌اش ۱ گل به ثمر رساند.
وی در باشگاه فوتبال هانوفر نیز سابقه حضور دارد.